# Xinqiang He
Der Fluss Xinqiang He (chinesisch 新牆河 / 新墙河, Pinyin Xīnqiáng Hé) in Nordost-Hunan ist ein Zufluss des Dongting-Sees, der wiederum in den Jangtsekiang abfließt. Seine Mündung in den See liegt im Kreis Yueyang.
Im September 2006 wurde der Fluss durch einen Chemieunfall mit Arsen vergiftet. Dadurch wurde die Trinkwasserversorgung von 80.000 Menschen im Kreis Yueyang gefährdet.